# Wechter Ákos
Wechter Ákos (Budapest, 1966. november 15. –) magyar képzőművész. Elsősorban a festészet, a grafika és a fotográfia területén alkot.

## Élete
A budapesti Képző- és Iparművészeti Szakközépiskola díszítőfestő-szakán érettségizett 1985-ben. 1990-ben diplomázott a Magyar Képzőművészeti Főiskola festő-szakán, Nagy Gábor mesterosztályán, majd ugyanitt 1990 és 1993 között posztgraduális tanulmányokat folytatott. 1995–96-ban és 2009-től 2017-ig a Magyar Képzőművészeti Egyetem tanársegédje, 2009-ben az egri Eszterházy Károly Főiskola Vizuális Művészeti Intézetének oktatója, 2009-től 2019-ig a Ferenczy István Vizuális Műhely tanára. 2017-től a Budapesti Metropolitan Egyetem Művészeti Karán tanít.
Tagja a Magyar Alkotóművészek Országos Egyesületének, a Magyar Festők Társaságának és tiszteletbeli (senior) tagja a Fiatal Képzőművészek Stúdiója Egyesületnek. 1991-ben elnyerte az Irene és Peter Ludwig Alapítvány ösztöndíját, 1996-ban Barcsay-díjat kapott, 1993 és 96 között Derkovits-ösztöndíjban részesült, 2000–2001-ben Pécsi József-ösztöndíjas volt. Művei megtalálhatóak számos hazai magán- és közgyűjteményben, többek között a Magyar Nemzeti Galériában, a Magyar Zsidó Múzeumban, a váci Tragor Ignác Múzeumban és a Paksi Képtárban.
1980-as évek második felétől kiállító művész.

## Egyéni kiállításai
- 2022 Pantheon Trivial , B32 Galéria, Budapest (Rácmolnár Sándorral)
- 2018 Present Perfect, 2B Galéria, Budapest (Filp Csabával)
- 2012 Három művész, Vizivárosi Galéria, Budapest (Gergely Nórával és Erőss Istvánnal)
- 2010 Wächter Bros. Pictures, 2B Galéria, Budapest (Wächter Dénessel)
- 2006 Bildmann kalandjai, Godot Galéria, Budapest
- 2003 Illanó Modern, Óbudai Társaskör Galéria, Budapest
- 2002 A család, Meander Galéria, Budapest
- 2001 Godot Galéria[halott link], Budapest (Wächter Dénessel)
- 2001 Vanitas, Godot Galéria, Budapest
- 1999 Deák Erika Galéria, Budapest
- 1998 Magyar Aszfalt Galéria, Budapest
- 1997 Kispróféták, Stúdió 1900 Galéria, Budapest (Baksai Józseffel)
- 1995 Kópia, Dohány utcai Mű-Terem Kiállító, Budapest (Wächter Dénessel)
- 1994 Natura Artis Magistra, Stúdió Galéria, Budapest
- 1991 Barcsay Terem, Budapest
- 1990 Hagia Sophia, Epreskerti Kálvária, Budapest
- 1990 Lágymányosi Közösségi Ház, Budapest (Csontó Lajos)
- 1989 Barcsay Terem, Budapest
- 1988 Fiatal Művészek Klubja, Budapest (Gulyás Miklóssal)

## Részvétele csoportos kiállításokon (válogatás)
- 2022 Ajtó, 2B Galéria, Budapest
- 2022 PATRON, Stúdió Galéria, Budapest
- 2022 Karácsony, ajándék, Vizivárosi Galéria, Budapest
- 2021 Kakas, 2B Galéria, Budapest
- 2021 Szabad Kéz Művésztelep kiállítása, Magyar Tár-Ház, Szihalom
- 2021 Téli Tárlat, Miskolci Galéria, Miskolc
- 2020 Szabadjáték / II. Képzőművészeti Nemzeti Szalon, Műcsarnok, Budapest
- 2020 Szétnyílt tenger, 2B Galéria, Budapest
- 2019 Horror Vacui, Újlipótvárosi Galéria, Budapest
- 2019 Titkos Pészach, 2B Galéria, Budapest
- 2018 Tíz csapás, 2B Galéria, Budapest
- 2018 Fresh Paint Art Fair, Tel Aviv (IL)
- 2017 Szindbád, Óbuda, Esernyős Galéria, Budapest
- 2017 Had Gadja – A gödölye meséje, 2B Galéria, Budapest
- 2017 Szobrászok No 2., 2B Galéria, Budapest
- 2016 Pászka, 2B Galéria, Budapest
- 2016 Waldsee 1944, Cape Town (ZA)
- 2016 NKA-ösztöndíjasok beszámoló kiállítása, Várkert-bazár, Budapest
- 2015 Sculptors ’56, Balassi Institute, New York City (US)
- 2015 Nemzedékek és emlékezet, 2B Galéria, Budapest
- 2015 Festészet Napja, Bálna, Budapest
- 2015 NKA-ösztöndíjasok beszámoló kiállítása, Várkert-bazár, Budapest
- 2014 Nemzedékek és emlékezet, Bálint-ház, Budapest
- 2014 Waldsee, 2B Galéria, Budapest
- 2014 Kréta, Miskolci Galéria, Miskolc
- 2014 Galériák éjszakája, Magyar Képzőművészeti Egyetem, Budapest
- 2014 Festészet napja, Bálna, Budapest
- 2014 Barcsay 25, Művészetmalom, Szentendre
- 2013 Grimm 200, 2B Galéria, Budapest
- 2012 Fazonigazítás VI., Vermes Villa, Dunaszerdahely (SK)
- 2010 XIII. Táblaképfestészeti Biennálé, REÖK, Szeged
- 2010 Your Documents Please!, Alma in Manhattan, NewYork, NY (US)
- 2009 Your Documents Please!, Galerie Kurt im Hirsch, Berlin (DE)
- 2009 Galéria Z, Bratislava (SK)
- 2009 Galeria Ajolote Arte Contemporáneo,Guadalajar  (MX)
- 2009 Godot arca – a Godot Galéria jubileumi kiállítása, Godot Galéria, Budapest
- 2009 XV. Szegedi Művésztelep kiállítása, Reök Palota, Szeged
- 2009 Csak semmi eredetiség, Görög Templom Kiállítótér, Vác
- 2009 Fazonigazítás, Vármúzeum, Eger
- 2008 A papírjait legyen szíves! Your Documents Please!, 2B Galéria, Budapest
- 2008 Museum of Arts and Crafts - Itami, Itami-shi  (JP)
- 2008 10 éves jubileumi kiállítás, Deák Erika Galéria, Budapest
- 2008 Második generáció, 2B Galéria, Budapest
- 2008 Fazonigazítás, Nagyházi Galéria, Budapest
- 2007 Nyomkeresők, Pintér Sonja Kortárs Galéria, Budapest
- 2006 Kép és Hang, Magyar Festők Társasága, Mezőtúr
- 2006 Szobrászok, 2B Galéria, Budapest
- 2006 A mimezis jegyében, Pécsi Galéria és Vizuális Művészeti Műhely, Pécs
- 2006 Délibáb – A Makói Grafikai Alkotótelep kiállítása, 2B Galéria, Budapest
- 2006 Válogatás a Godot Galéria anyagából, Görög Templom Kiállítóterem, Vác
- 2005 KOGART Szalon, KOGART Ház, Budapest
- 2004 Művészeti Szemle – MAOE ösztöndíjasok kiállítása, Olof Palme Ház, Budapest
- 2004 Rózsa, rózsa mit csinálsz?, Tragor Ignác Múzeum, Vác
- 2004 KOGART Szalon, KOGART Ház, Budapest
- 2003 Válogatás a váci Tragor Ignác Múzeum gyűjteményéből, Vizivárosi Galéria, Budapest
- 2003 Krém – 2003, MEO, Budapest
- 2002 Pécsi József Fotóművészeti ösztöndíjasok, Krausz Palota, Budapest
- 2002 Looking over the Border, Kunstverein, Baden (AT)
- 2001 Rövid történetek, Budapest Galéria – Lajos utca, Budapest
- 2001 3V-LAB, Kecskeméti Képtár, Kecskemét
- 2001 Időképek, Néprajzi Múzeum, Budapest
- 2001 Fotószalon, Országos Fotómóvészeti Kiállítás, Műcsarnok, Budapest
- 2001 Írott képek, Első Magyar Látványtár, Budapest
- 2000 Operaház, Budapest, (Stefanovics Péterrel, Szurcsik Józseffel, Turcsány Villővel)
- 2000 Rotáció, Várfok Galéria, Budapest
- 2000 Kultúra és Kommunikáció, Ybl Palota, Budapest
- 2000 Westtárlat, Vista Központ, Budapest
- 2000 Dialógus, Millenniumi Festészeti Kiállítás, Műcsarnok, Budapest
- 1999 Schiller-Opel Pályázat díjazottjainak kiállítása, Schiller-Opel székház, Budapest
- 1999 Minta, Műcsarnok, Budapest
- 1999 Olaj-vászon, Ljubljana (SI)
- 1998 Ornamentika, Szombathelyi Képtár, Szombathely
- 1998 Van egy nő, Deák Erika Galéria, Budapest
- 1997 Barcsay-pályázat díjazottjainak kiállítása, Barcsay Terem, Budapest
- 1997 Vieira da Silva-pályázat helyezettjeinek kiállítása, Párizs (FR)
- 1997 Rejtőzködő, Ernst Múzeum, Budapest
- 1997 Olaj-vászon, Műcsarnok, Budapest, Bukarest (RO)
- 1997 Diaszpóra (és) Művészet, Zsidó Múzeum, Budapest
- 1996 A Legkevesebb, Ernst Múzeum, Budapest
- 1996 Figure-Form-Fantasy, Contemporary Art Centre, Vilnius (LT)
- 1996 XXVIII. Festival International de la Peintture, Cagnes-sur-Mer (FR)
- 1996 Derkovits-ösztöndíjasok beszámoló kiállítása, Ernst Múzeum, Budapest
- 1995 Balzsam, Ernst Múzeum, Budapest
- 1995 Derkovits-ösztöndíjasok kiállítása, Zlatá Koruna, Prága (CZ)
- 1995 Derkovits-ösztöndíjasok beszámoló kiállítása, Ernst Múzeum, Budapest
- 1995 Stúdió 95, Vigadó Galéria, Budapest
- 1994 Gallery by Night, Stúdió Galéria, Budapest
- 1994 Derkovits-ösztöndíjasok 1955 - 93, Szombathelyi Képtár, Szombathely
- 1994 Stúdió 94, Budapest Galéria Kiállítóterme, Lajos u., Budapest
- 1993 Új Stúdiósok, Fővárosi Művelődési Ház, Budapest
- 1993 MEDIAWAVE, Zsinagóga, Győr
- 1992 Képzőművészeti Főiskolások kiállítása, Magyar Intézet, Párizs (FR), Berlin, Stuttgart (DE)
- 1991 ELIA, Barcsay Terem, Budapest

## Díjai, ösztöndíjai
- 2022 Magyar Festők Társasága díja
- 2003 MAOE alkotói ösztöndíj
- 2000–2001. Pécsi József-ösztöndíj
- 2000 Westtárlat festészeti pályázat, második díj
- 1999 Schiller Opel Festészeti Pályázat, fődíj
- 1999 BDSZ-nívódíj
- 1996 Barcsay-díj
- 1995 XVIII. Festival International de la Peinture, Cagnes-sur-Mer (FR), Aranyecset-díj
- 1995 Balzsam c. FKSE kiállítás, KP üzleti hetilap díja
- 1993–96. Derkovits-ösztöndíj
- 1991 Irene és Peter Ludwig Alapítvány ösztöndíja